# 세계 공의회
세계 공의회(世界公議會, 영어: ecumenical councils, 라틴어: Concilium Ecumenicum) 또는 보편공의회는 교리와 의식에 관한 문제를 논의하고 규정하기 위하여 보편교회(공교회) “전체 교회”의 지역별 대표 신학자와 성직자들을 소집하여 진행하는 기독교의 종교회의이다. 기독교의 동방기독교, 서방기독교의 교파들에서 두루 받아들이는 세계 공의회는 처음 일곱 개의 회의이다.
교리적 측면에서는 동방 정교회와 개신교회가 충실하게 따른다. 천주교회는 12세기 이후의 서방 공의회의 교리를 우선하므로 일부 보편공의회 교리를 거부하거나 수정하였다.

## 세계 공의회의 역사
실상 첫 세계 공의회라고 할 만한 것은 신약성서 사도행전 15장에 기록한 예루살렘 사도회의(공의회)로, 유대교 전통을 강조하는 유다-그리스도인(유대계 그리스도인)과 이방-그리스도인(이방계 그리스도인) 사이에 논쟁이 벌어져 이방인에게 유다인의 전통 행동을 요구할지에 대해 논하였다. 그러나 이 공의회는 '공의회'라고 선언한 회의가 아니므로 통상 공의회 횟수 기록에서 제외한다.
그 뒤 2세기, 3세기의 박해시대에도 지역별로 감독 및 주교들이 모여서 사목문제를 협의하였는데, 이런 회의를 지역 공의회(Concilium provinciale, 혹은 regionale)라 하였다. 이러한 회의는 인근지역 교회 상호간의 유대를 강화하고 교리상의 일치를 보존하며 같은 신앙을 선포하고 확인하는 통상적인 회의였다.
콘스탄티누스 1세가 기독교를 공인하고, 교회가 자유와 평화를 누렸다. 차츰 로마제국 전역에 교회 영향력이 확장하고 신학(神學)이 성립 발전하는 과정에서 많은 이단설(異端設)이 생겨 교리 논쟁이 심하게 대립하였다. 이런 교회 문제가 제국의 문제로 나타났고, 동로마 제국 황제들은 국가의 평화와 교회의 안정을 바라면서 여러 번에 걸쳐 공의회(Concilium oecumenicum)를 소집하였다.
제1차 공의회에서 제8차 공의회까지는 동로마 황제가 소집하고, 황제의 보호 하에 제국의 동방지역인 니케아, 콘스탄티노폴리스, 에페소, 칼케돈 등지에서 개최하였다. 고대 교회의 신학 논쟁은 당시 교회의 중심지였던 동로마제국의 지역인 동방에서 일어났고, 5대 교구 즉, 콘스탄티노폴리스와 에페스, 예루살렘, 안디오키아, 알렉산드리아 교회의 동방 지역 주교들이 참석했고, 서방 지역에서는 로마 교회의 주교들이 참석하였다. 당시는 보편교회 전통을 따라 동방과 서방 교회를 구분하지도 않았으므로, 각 지역의 주교들이 모인 회의였을 뿐이었다. 지역적 배분으로 5개 지역에서 모였으므로 현재 시각에서 보면 당연히 동방교회의 참석자가 대부분이며 그에 비해 서방교회의 소수가 참석핝 회의다.
공의회를 거듭하면서 이단설을 단죄하고 정통 교리를 선포하였으나, 차츰 지역별 언어와 문화적 차이가 발생하였다. 5개 지역 중 교회의 언어로 신약성경 언어인 코이네 그리스어를 사용한 콘스탄티노폴리스, 에페스, 안디옥, 알렉산드리아, 예루살렘 교회와 라틴어를 사용한 로마교회에서 언어적 차이와 지역별 관습의 차이가 나타났다. 결정적으로 정치적인 여건과 결부하여 신앙의 일치에도 불구하고 많은 문제에서 견해 차이를 보이며 점차 대립 규모가 커졌다.

## 역대 세계 공의회

### 일곱 공의회
보편교회 전체의 회의였던 제1차 니케아 공의회(325년)로부터 제2차 니케아 공의회(787년)에 이르는 기간을 "일곱 공의회 기간"이라고 부른다. 이들은 동로마제국(동로마제국) 황제가 소집 명령을 내렸고, 콘스탄티노폴리스 교회 대주교/대감독이 의장이었으며, 신약성경 언어인 코이네 그리스어(헬라어)로 회의를 진행하고, 코이네 그리스어로 기록을 작성하였다.
- 1. 제1차 니케아 공의회 (325년): "하(나)느님의 아들"로서 예수는 영원 전부터 존재했던 것이 아닌 피조물이라는 아리우스주의를 배격하고 니케아 신경(사도신경 초안)을 작성했다.[4] 동방교회만이 아니라 서방교회 전통의 개신교회와 성공회, 천주교회에서도 최초의 교회분열인 교회 대분열 이전의 교리를 따르기 때문에, 니케아공의회에서 작성한 니케아 신경, 아타나시우스 신경, 사도신경을 교회의 신조(신경)로 이해한다.
- 2. 제1차 콘스탄티노폴리스 공의회 (381년): 니케아 신경을 보완하였다.
- 3. 에페소 공의회 (431년): 사람(인간)으로서의 예수와 신으로서의 예수를 구분한 네스토리우스주의를 배격하였다.
- 4. 칼케돈 공의회 (451년): 예수에게는 신성 밖에 없었다는 단성론을 배격하고, 예수는 "참 하느님이시자, 동시에 참(인간) 사람이시다"라는 칼케돈 신조를 작성하였다.
- 5. 제2차 콘스탄티노폴리스 공의회 (553년): 기존 공의회 결정들을 재확인하고 새로운 형태의 아리우스주의, 네스토리우스주의, 단성론을 단죄하였다.
- 6. 제3차 콘스탄티노폴리스 공의회 (680-681년): 단의론을 배격하고 그리스도께서는 하느님(신)으로서의 의지(뜻)와 사람(육, 肉)으로서 의지가 둘 다 있었다는 교리를 확정하였다.
  - 트룰로 공의회 (692년): 교리에 따른 실행 규칙을 정했던 회의였다. 라틴어로 '퀴니섹스툼 공의회'라고 한다. 제2차, 제3차 콘스탄티노플 공의회와 관련된 교회법 102개조를 공포했다. 5개 지역교회 중 콘스탄티노폴리스 교회, 알렉산드리아 교회, 예루살렘 교회, 안디옥교회의 4 교회는 찬성했으므로, 로마교회의 반대에도 보편교회 전체에 적용하는 규칙으로 공포하였다.
- 7. 제2차 니케아 공의회 (787년): 성인들과 예수, 사도들의 성화를 예배당 안에서 활용하도록 하여 동로마제국 황제 레오3세의 성화와 성상파괴 운동의 종지부를 지었다. 동방교회는 이 공의회 지침에 따라 십자가와 성화만을 중요한 종교 의식에 활용하며, 서방교회에서는 이를 성화와 다양한 성상을 중요한 예배 의식에 사용하고 성인에 대한 공경으로 발전시켰다. 16세기 서방교회의 종교개혁 이후 개신교 교파들은 글을 못 읽는 이들을 위한 본래의 성화 의미를 강조하여 예배당 장식이나 교육에는 활용하나, 성인의 성화와 성상에 대한 공경 예식은 없다[5].

### 여덟번째 공의회
여덟번째 공의회는 4차 콘스탄티노폴리스 공의회 (869-870년)로 기독교에서 역사적인 사건이었지만, 교리적으로는 무의미한 공의회였다. 따라서 역사적 사건 이외에는 언급하지 않는다. 제4차 콘스탄티노폴리스 공의회 (869-870년)는 코이네 그리스어를 사용하여 진행하였다. 교리가 아닌 교회 제도와 정치적 견해가 주제였으며 당연히 공의회로 교리적 영향력이 전혀 없다. 콘스탄티노폴리스 교회 대주교가 의장이 되어 로마지역 교회의 포시우스 대주교를 파문한 공의회로 교회 대분열의 서막이었다. 보편교회 참석자들이 모인 보편교회의 공의회이었으나 교리적 내용을 다루지 않고 교회조직 운영과 정치적 성격의 회의였으므로 트룰로 공의회처럼 중요한 공의회로 여기지 않는다.

## 서방교회 공의회
서방교회 공의회는12세기 교회대분열 이후 서방교회 지역만의 공의회로 보편교회부터 내려온 전통적인 기독교 교리와 무관하며, 보편교회 공의회와 다른 공의회이다. 교회 대분열 이후 서방교회는 교황중심적 교회로 전환하고자 개최한 공의회이다. 보편교회의 모습은 사라지고, 동방교회의 참여가 전혀 없이 서방교회의 참석자만으로 이뤄졌다. 12세기 이후에 서방교회만의 새로운 기준을 형성한 공의회이다.
당연히 보편교회 교리를 따르는 입장과 동방교회 전통의 교회에서는 7대 보편공의회 교리만을 따르며, 서방교회 공의회는 서방교회 지역의 역사적 사건으로 인식하며 교리적인 측면은 없다고 본다.  서방의 개신교회에서도 7대 보편공의회 교리만을 따르며 서방교회 공의회 결정은 교리로 인식하지 않는다. 개신교회에서 서방교회 공의회 결정은 신학적인 교리가 아니라 시대적인 교회법률 결정 회의이며, 신학 분야에서 참조하거나 연구할 교회의 역사적 사건일 뿐이라고 본다. 이 공의회들은 보편교회의 공용어였던 헬라어가 아닌 고대 이탈리아 지역 언어였던 라틴어로 진행한 회의이다.
로마교회 대주교가 의장인 서방교회 공의회는 서방교회 전통 교파에서 다르게 인식한다. 서방교회 전통의 천주교회는 이를 교리적 측면에서 적극적으로 기준과 교리로 수용하며, 같은 서방교회인 개신교회에서는 서방교회 지역 역사에서 나타난 단순한 교회의 회의일 뿐이라고 이해한다. 개신교회에서는 7대 보편공의회 교리와 내용이 항상 우선적인 기준이다. 반면 천주교회에서는 보편 공의회의 결정보다 서방교회 공의회의 결정을 우선하며, 교리적 견해가 다를 경우 서방교회 공의회 결정을 우선하여 따른다.

### 서방교회 공의회 요건
로마지역에서 발전하며 오래된 역사적 경험을 토대로 로마교회는 서방교회로 발전하였다. 서방교회의 새 교회법 은 공의회에 관한 기본적인 규범을 337~341조에서 규정하고 있다.
- 337조 1항 : “주교단은 세계 공의회에서 전체 교회에 대한 권한을 장엄하게 행사한다.” 이 조항은 교회헌장 22항과 25항의 정신을 요약하여 세계 공의회의 주체를 명시하고 있다.
- 338조 1항 : “공의회를 소집하고, 그것을 친히 또는 다른 이를 통하여 주재하고, 공의회를 다른 곳으로 이전하거나, 중단하거나, 해산하거나, 그 결의한 바를 인준하는 것은 로마 교황의 권한에 속한다.” 이 조항은 세계 공의회에 관한 모든 주도권은 교황의 고유한 권한이며, 옛날처럼 세속 권력이나 공의회 우위설이 관여할 여지가 없도록 규정하고 있다.
- 338조 2항 : “교황은 공의회에서 취급할 사안을 결정하고 공의회의 진행규칙을 정한다. 그리고 교부들은 교황이 제한한 문제 외에 교황의 동의를 전제로 하여 다른 문제들을 제안할 수 있다.” 이 조항은 교황과 교부들이 안건을 제출하지만, 의제의 결정과 진행절차의 결정을 교황에게 유보하고 있다.
- 339조 1항 : “주교단의 단원인 주교들만이 공의회에서 의결권을 행사할 권리와 의무를 가지고 있다.” 이 조항은 세계 공의회가 교도권을 가진 주교들만의 회의이며 세속권력의 개입을 배제하는 종교회의임을 강조하고 있다.
- 339조 2항 : “주교가 아닌 사람도 교황에 의하여 공의회에 초대될 수 있으며, 그들의 역할은 교황이 정하는 바에 따른다.” 이 조항은 교황이 필요하다고 판단할 때에는 주교 아닌 성직자, 평신도, 기타 인사를 준회원이나 자문위원이나 참관인으로 초대할 수 있음을 말하고 있다.
- 340조 : “공의회 개최 중에 교황이 궐위가 되면 공의회는 자동적으로 중단되며, 새 교황이 그 회의를 계속하거나 해산할 수 있다.” 이 조항은 교황이 궐위가 되면 주교단의 단장이 없으므로 공의회는 당연히 중단된다는 것을 명시하고, 구체적으로는 공의회 우위설을 배격하는 뜻이 있다.
- 341조 1항 : “공의회의 결의는 교부들이 교황과 함께 인준하고 교황이 확인하고 교황의 명령으로 공포되어야 효력을 발생한다.” 공의회는 주교단이 그 단장인 교황과 함께 결정하고, 그 단장에 의하여 확인 공포되었을 경우에만 전체교회가 준수할 의무를 지게 된다고 결정하고 있다(347조의 2, 3항과 341조 2항은 직접 공의회에 관한 사항이 아니고 일반적으로 주교단의 결정사항에 관한 것이다).

### 천주교회에서 받아들이는 서방교회 공의회
- 8. 제4차 콘스탄티노폴리스 공의회 (869-870년) 코이네 그리스어 사용, 콘스탄티노폴리스 교회 대주교 의장, 포시우스 대주교 파문, 교회 대분열의 서막. 보편교회의 참석자들이 모인 보편교회의 공의회이기는 하나 교리적 내용을 다루지 않은 교회조직 운영과 정치적 성격의 회의였음. 따라서 트룰로 공의회처럼 중요한 공의회로 여기지 않음.
- 9. 제1차 라테란 공의회 (1123년) 라틴어 사용, 로마교회 대주교(교황) 의장.
- 10. 제2차 라테란 공의회 (1139년) 라틴어 사용, 로마교회 대주교(교황) 의장.
- 11. 제3차 라테란 공의회 (1179년) 라틴어 사용, 로마교회 대주교(교황) 의장.
- 12. 제4차 라테란 공의회 (1215년) 라틴어 사용, 로마교회 대주교(교황) 의장.
- 13. 제1차 리옹 공의회 (1245년) 라틴어 사용, 로마교회 대주교(교황) 의장.
- 14. 제2차 리옹 공의회 (1274년) 라틴어 사용, 로마교회 대주교(교황) 의장.
- 15. 비엔 공의회(fr) (비엔, 1311년-1312년) 라틴어 사용, 로마교회 대주교(교황) 의장.
- 16. 콘스탄츠 공의회 (1414-1418년) 라틴어 사용, 로마교회 대주교(교황) 의장.
- 17. 바젤 공의회 (1431-1445년) 라틴어 사용, 로마교회 대주교(교황) 의장.
- 18. 제5차 라테란 공의회 (1512-1517년) 라틴어 사용, 로마교회 대주교(교황) 의장.
- 19. 트리엔트 공의회 (1545-1563년) 라틴어 사용, 로마교회 대주교(교황) 의장.
- 20. 제1차 바티칸 공의회 (1870년) 라틴어 사용, 성모 마리아의 승천을 교리화, 성찬을 매주 거행하도록 법제화
- 21. 제2차 바티칸 공의회 (1962년) 라틴어 사용, 교황무오를 교리를 인정하고 이를 바탕으로 다른 종교와의 공존을 천명하는 새로운 모습을 보임.

## 같이 보기
- 기독교
- 니케아 신경
- 시노드